# Luigi Giulio Mancini-Mazzarino
Luigi Giulio Mancini-Mazzarino, terzo duca di Nevers, in francese Louis-Jules Mancini-Mazarini (Parigi, 16 dicembre 1716 – Parigi, 25 febbraio 1798), è stato un diplomatico e scrittore francese, sesto membro eletto ad occupare il posto 4 dell'Académie française nel 1742.

## Biografia

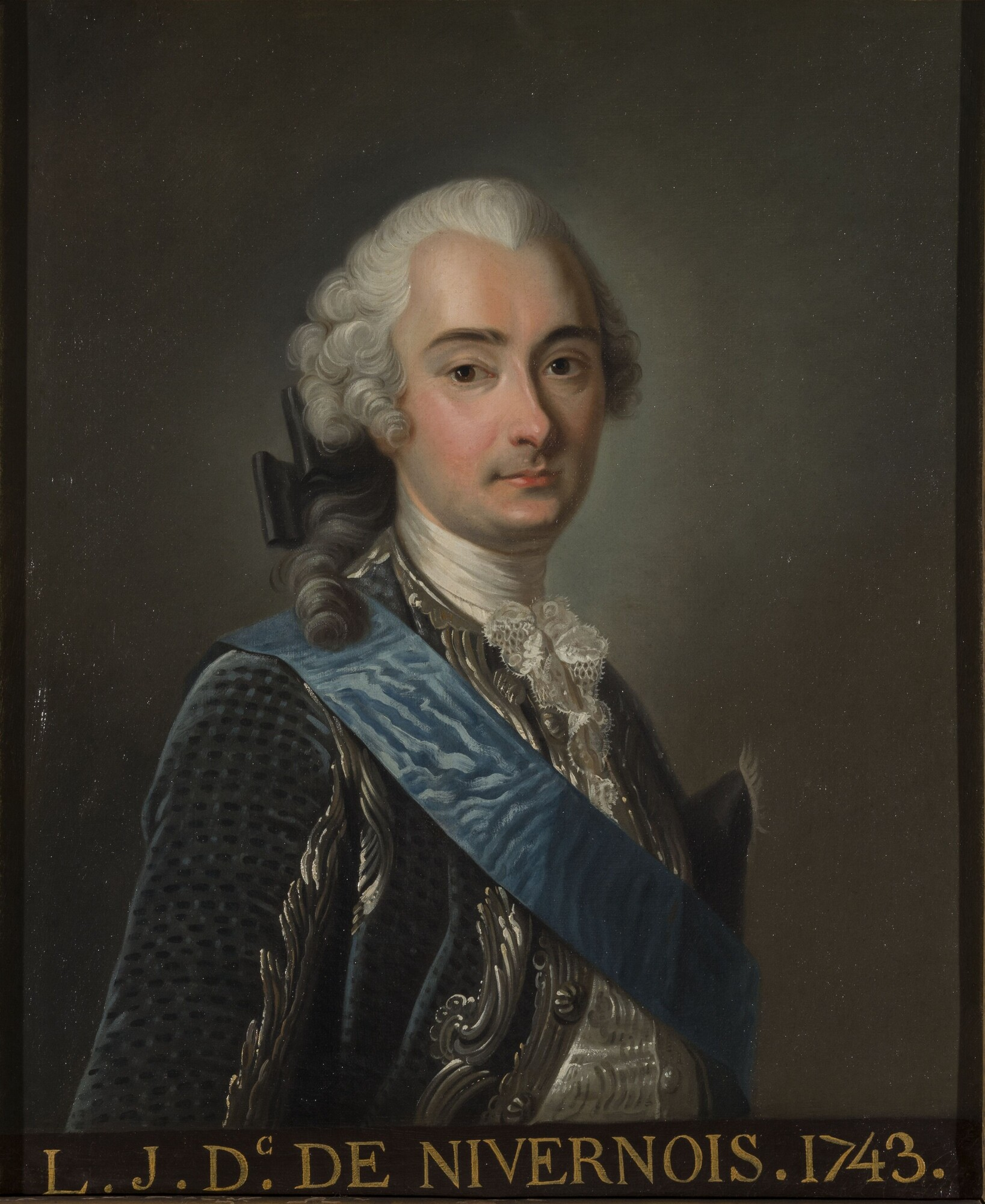
Ritratto del duca di Nevers

Luigi Giulio Mancini-Mazzarino nacque a Parigi, figlio di Francesco Mancini, duca di Nevers e di Maria Anna Spinola; quest'ultima, appartenente al ramo di San Luca trapiantato nei Paesi Bassi, era primogenita ed erede di Giovanni Battista, principe di Vergagne e dell'Impero e nipote del grande condottiero Ambrogio Spinola; i due si erano sposati nel 1709. Francesco era un pronipote inoltre del cardinale Giulio Mazzarino. Fu bisnipote della grande bellezza Gabrielle de Rochechouart, sorella di Madame de Montespan.
Aveva i titoli di Duca di Nevers e di Donzy, principe di Donziois, di Vergagne e del Sacro Romano Impero, barone romano, patrizio veneto, pari di Francia e Grande di Spagna di I classe. Educato al Collegio Louis-le-Grand, successivamente intraprese la carriera delle armi servendo nelle campagne d'Italia (1733) e di Boemia (1744). Fu colonnello del reggimento del Limosino alla testa del quale si distinse nella guerra di Germania (1741) e dopo ottenne il titolo di Brigadiere degli Eserciti del Re (1743). Dovette rinunciare alla carriera militare per motivi di salute.
Dal 1748 al 1752 fu ambasciatore a Roma presso la Santa Sede, poi a Berlino (1756) e Londra (1762-63) dove negoziò il trattato di Parigi che pose fine alla guerra dei sette anni (1763). In seguito fu creato cavaliere dell'Ordine dello Spirito Santo e di una decina di ordini stranieri. Fu membro onorario dell'Académie des inscriptions et belles-lettres, della Royal Society di Londra, e delle accademie delle scienze di Berlino e Nancy. Fu eletto all'Accademia di Francia l'8 novembre 1742 e ne divenne presidente nel 1761.
Partecipò al governo di Lomènie de Brienne e del Necker come Ministro di Stato (1787-89), poi fu Ministro senza portafoglio e Consigliere del Re (1788-89). Durante la Rivoluzione fu imprigionato ai Carmes (1793). Liberato, nel 1795 divenne Presidente del Dipartimento della Senna. Creò nel suo ducato l'Assemblea del Nivernese il 16 agosto 1788 e mise fine ad otto secoli di regime feudale. Lasciò una Corrispondenza, Discorsi, Riflessioni sul genio di Orazio, Riguardo Despreaux e J.B. Rousseau, e la celebre poesia "Una rondine non fa primavera" tutte edite nel 1807.

## Famiglia
Luigi Giulio Mancini-Mazzarino sposò Heléne Françoise Angelique Phélypeaux (1715-1781), figlia di Jérôme Phélypeaux, conte de Pontchartrain, dalla quale ebbe cinque figli:
- un infante morto in fasce (1737)
- Elena Giulia Rosalia Mancini (1740-1780), sposò nel 1753 Louis-Marie Fouquet de Belle-Isle, conte de Gisors (1732–1758), figlio del duca di Belle-Isle; si sposò nuovamente con Luigi Camillo di Lorena, conte di Marsan, fratello della Duchessa di Bouillon;
- Adelaide Diana Ortensia Delia Mancini (1742-1808), sposò Luigi Ercole Timoleone di Cossé-Brissac;
- Giulio Federico Mancini, Conte di Nevers (1745-1753), morì nell'infanzia;
- Luigi Mancini (1748-1748), morì nell'infanzia;

## Ascendenza
|                                                     |                          |                                        | Genitori                                                          |  |  | Nonni |  |  | Bisnonni                |  |  | Trisnonni     |  |
|                                                     |                          |                                        |                                                                   |  |  |       |  |  | Michele Lorenzo Mancini |  |  | Paolo Mancini |  |
|                                                     |                          |                                        |                                                                   |  |  |       |  |  | Michele Lorenzo Mancini |  |  | Paolo Mancini |  |
|                                                     |                          | Vittoria Capocci                       |                                                                   |  |  |       |  |  | Michele Lorenzo Mancini |  |  |               |  |
| Filippo Giulio Mancini, I duca di Nevers            |                          |                                        |                                                                   |  |  |       |  |  | Michele Lorenzo Mancini |  |  |               |  |
|                                                     |                          | Girolama Mazzarini                     | Pietro Mazzarino                                                  |  |  |       |  |  |                         |  |  |               |  |
|                                                     |                          | Girolama Mazzarini                     | Pietro Mazzarino                                                  |  |  |       |  |  |                         |  |  |               |  |
|                                                     |                          | Girolama Mazzarini                     | Ortensia Bufalini                                                 |  |  |       |  |  |                         |  |  |               |  |
| Filippo Giulio Francesco Mancini, II duca di Nevers |                          | Girolama Mazzarini                     |                                                                   |  |  |       |  |  |                         |  |  |               |  |
|                                                     |                          | Gabrielle de Rochechouart de Mortemart | Gabriel de Rochechouart de Mortemart, principe di Tonnay-Charente |  |  |       |  |  |                         |  |  |               |  |
|                                                     |                          | Gabrielle de Rochechouart de Mortemart | Gabriel de Rochechouart de Mortemart, principe di Tonnay-Charente |  |  |       |  |  |                         |  |  |               |  |
|                                                     |                          | Gabrielle de Rochechouart de Mortemart | Diane de Grandseigne, marchesa di Grandseigne                     |  |  |       |  |  |                         |  |  |               |  |
| Diane Gabrielle Damas                               |                          | Gabrielle de Rochechouart de Mortemart |                                                                   |  |  |       |  |  |                         |  |  |               |  |
|                                                     |                          | Claude Léonor Damas de Thianges        | Charles Damas de Thianges, conte di Thianges                      |  |  |       |  |  |                         |  |  |               |  |
|                                                     |                          | Claude Léonor Damas de Thianges        | Charles Damas de Thianges, conte di Thianges                      |  |  |       |  |  |                         |  |  |               |  |
|                                                     |                          | Claude Léonor Damas de Thianges        | Jeanne de La Chambre                                              |  |  |       |  |  |                         |  |  |               |  |
| Luigi Giulio Mancini-Mazzarino, III duca di Nevers  |                          | Claude Léonor Damas de Thianges        |                                                                   |  |  |       |  |  |                         |  |  |               |  |
|                                                     | Giovanni Stefano Spinola | Francesco Spinola                      |                                                                   |  |  |       |  |  |                         |  |  |               |  |
|                                                     | Giovanni Stefano Spinola | Francesco Spinola                      |                                                                   |  |  |       |  |  |                         |  |  |               |  |
|                                                     | Giovanni Stefano Spinola | Battistina Doria                       |                                                                   |  |  |       |  |  |                         |  |  |               |  |
| Giovanni Battista Spinola, principe di Vergagne     | Giovanni Stefano Spinola |                                        |                                                                   |  |  |       |  |  |                         |  |  |               |  |
|                                                     |                          | Lavinia Maria Strata                   |                                                                   |  |  |       |  |  |                         |  |  |               |  |
|                                                     |                          |                                        |                                                                   |  |  |       |  |  |                         |  |  |               |  |
|                                                     |                          |                                        |                                                                   |  |  |       |  |  |                         |  |  |               |  |
| Maria Anna Spinola                                  |                          |                                        |                                                                   |  |  |       |  |  |                         |  |  |               |  |
|                                                     |                          | Jacques de Cottrel                     | Jean François de Cottrel                                          |  |  |       |  |  |                         |  |  |               |  |
|                                                     |                          | Jacques de Cottrel                     | Jean François de Cottrel                                          |  |  |       |  |  |                         |  |  |               |  |
|                                                     |                          | Jacques de Cottrel                     | Jacqueline d'Enghien, signora di Wallebeke                        |  |  |       |  |  |                         |  |  |               |  |
| Marie Françoise de Cottrel                          |                          | Jacques de Cottrel                     |                                                                   |  |  |       |  |  |                         |  |  |               |  |
|                                                     |                          | Agnès Robertine Schetz                 | Antoine Schetz de Grobbendonck Schetz                             |  |  |       |  |  |                         |  |  |               |  |
|                                                     |                          | Agnès Robertine Schetz                 | Antoine Schetz de Grobbendonck Schetz                             |  |  |       |  |  |                         |  |  |               |  |
|                                                     |                          | Agnès Robertine Schetz                 | Marie van Malsen                                                  |  |  |       |  |  |                         |  |  |               |  |
|                                                     |                          | Agnès Robertine Schetz                 |                                                                   |  |  |       |  |  |                         |  |  |               |  |